# Вторая Казанская мужская гимназия
Вторая Казанская мужская гимназия — среднее учебное заведение Российской империи.

## История гимназии
Гимназия была открыта в 1835 году, при осуществлении преобразования учебных заведений Казанского учебного округа по уставу 1828 года, согласно которому Главное народное училище прекращало свое существование, а вместо него открылась вторая гимназия. Торжественное открытие гимназии в наёмном доме на Проломной улице состоялось 23 августа 1835 года, а на следующий день начались уроки в шести открывшихся классах (по уставу полагалось семь классов). Первоначально велось преподавание 11 предметов: Закон Божий, русская словесность, языки (латинский, немецкий, французский), математика, география и статистика, история, физика, черчение и рисование, чистописание. С 1843 года стал преподаваться греческий язык (до 1852); в 1846 году из программы математики была изъята аналитическая и начертательная геометрия; в 1849 году были введены уроки законоведения и в первых трёх классах отменено преподавание латинского языка, а с четвёртого класса было введено разделение учащихся на тех, кто готовится на службу и тех, кто собирается продолжать обучение в университете. В 1860—1869 годах при гимназии действовали землемеро-таксаторские классы.
С 1 августа 1865 года 2-я казанская гимназия была преобразована в реальную гимназию, что выразилось в значительном изменении плана уроков: уроки латинского языка были заменены уроками естественной истории, в которые вошли: химия, физика земного шара, анатомия и физиология растений и животных. Такое преобразование вызвало массовый переход учащихся в 1-ю казанскую гимназию, которая будучи классической, давала её выпускникам право поступления в университет. В результате, спустя пять месяцев, по ходатайству попечителя Казанского учебного округа 2-я казанская гимназия также стала классической (с преподаванием латинского и греческого языков и правом поступления выпускников в университет).
Увеличение продолжительности гимназического обучения на один год, в соответствии с уставом 1871 года, во 2-й казанской гимназии было осуществлено разделением в 1874 году последнего VII-го класса на два отделения, которые в дальнейшем были преобразованы в VIII и VIII классы.
За первые 50 лет существования гимназии в ней обучалось 3 100 учеников (более половины — дети дворян и чиновников), но полный курс окончило только 680 учеников, из них 49 были награждены золотыми медалями, 55 — серебряными; большинство выпускников (632 человека) поступили в разные университеты (большая часть — в Казанский университет), 45 выпускников — на службу. Из выпускников Второй казанской гимназии её первого пятидесятилетия, 50 человек стали государственными деятелями, семь — профессорами Казанского университета (Н. Булич, Н. Ковалевский, А. Зайцев, Н. Мельников и др.), около ста выпускников посвятили себя служению на педагогическом поприще в должностях директоров, инспекторов учебных заведений, преподавателей реальных гимназий и уездных училищ.

## Директора
- 1835—1844 Львов, Михаил Николаевич[2]
- 1844—1855 Ковалевский, Осип Михайлович
- 1856 — не ранее 1891 Имшенник, Осип Антонович

## Преподаватели
Первоначально кроме директора и инспектора в штате гимназии состояли законоучитель, шесть старших и трое младших учителей. Затем штат несколько увеличился; в 1866 году учителей было 14 человек.
- архимандрит Гавриил — законоучитель (1835—1850)
- Грацинский, Михаил Флорович — латинский язык (1835—1837)
- Грацинский, Иван Флорович — история и статистика (1835—1837)
- Ляпунов, Михаил Васильевич — математика (1840; в младших классах)
- Ракович, Андрей Николаевич — рисование и чистописание (с 1841)
- Шарбе, Алкуин Августович — греческий язык (1851—1852)
- Баллион, Эрнест Эрнестович — естественная история (1852—1859)
- Имшенецкий, Михаил Григорьевич — законоведение (1852—1856)
- Ауновский, Владимир Александрович — естественная история (1865) и латинский язык (1866)
- Чернеевский, Николай Степанович — математика (1857—1867)
- Кремлев, Николай Александрович — законоведение (1857—1862)
- Братолюбов, Василий Степанович[3] — законоучитель
- Зефиров, Михаил Михайлович — законоучитель (1863—1869)
- Красин, Михаил Яковлевич — латинский язык (1865—1866)
- Гвоздев, Порфирий Петрович — латинский язык (1869—?)
- Раппенгейм, Эдмунд Германович — немецкий язык

## Учащиеся
См. также: Выпускники Второй Казанской гимназии
При открытии гимназии в 1835 году было принято 172 учащихся. Первый выпуск состоялся в 1837 году в числе 4 человек — все поступили в Казанский университет. В 1848 году в гимназии состояло 209 учащихся, в 1859 году — 149, в 1875 году — 305.
Известные медалисты
- 1854 Никанор Хронщевский (золотая медаль)
- 1857 Николай Ковалевский (золотая медаль)
- 1868 Василий Данилевский (золотая медаль)
- 1871 Викентий Поклевский-Козелло (серебряная медаль)
- 1874 Алексей Зайцев (серебряная медаль)
- 1875 Пётр Перцев (серебряная медаль)
- 1883 Евгений Вотчал (золотая медаль)
- 1890 Александр Щербаков (золотая медаль)

## Здание гимназии
Первоначально гимназия располагалась на Проломной улице, в наёмном доме Лобачевского. В 1838 году на Булаке (ул. Лево-Булачная, 48/1) был куплен для гимназии каменный трёхэтажный дом с деревянным флигелем, куда и была перемещена гимназия. В пожаре 1842 года он сгорел и вместо него в 1847 году был построен каменный двухэтажный дом. Нынче в этом здании расположена Детская музыкальная школа № 3 имени Рустема Яхина.